# 漆雕開
漆雕 開（しっちょう かい、紀元前540年 - ?）は、孔子の弟子のひとり。姓は漆雕。漆雕啓とも書かれる。字は子開（『史記』）または子若（『孔子家語』）。『孔子家語』によると孔子より11歳若い。
孔子の主要な弟子である七十子のうち、漆雕氏は3人が見える（漆雕開、漆雕哆、漆雕徒父（または漆雕従））。また、『孔子家語』好生篇、および劉向『説苑』権謀篇には漆雕憑（『説苑』では漆雕馬人）という人が見える。いずれも漆雕開との関係はよくわからない。

## 逸話
『論語』公冶長篇で、孔子が仕官をすすめたのに対し、まだ自信がないと答えた。孔子はこの答えを喜んだという。
『孔子家語』によると、漆雕開は『尚書』を学んだ。
『漢書』芸文志によると、漆雕開の弟子が記した『漆雕子』という書物があったという。『韓非子』顕学篇によると、儒家八派のひとつに漆雕氏の儒があったといい、『漆雕子』はこの学派によるものかもしれない。
おなじく『韓非子』によると、漆雕氏は膚や目を突き刺されてもびくともしないのをよしとしたという。
王充『論衡』では、漆雕開を宓不斉・公孫尼子とともに、性善・性悪の説を立てた人のひとりとしてあげている。